# Fable Legends
Fable Legends — отменëнная ролевая компьютерная игра в жанре кооперативного action, разработанная Lionhead Studios и планируемая издаваться компанией Microsoft Studios для Windows и Xbox One. Microsoft отменила игру 7 марта 2016 года. Серверы были отключены 13 апреля того же года.
Игра предлагает разделить классический для серии геймплей в кооперативном прохождении со своими друзьями. Но даже в одиночной игре игрок не смог бы путешествовать в одиночку — ему составили бы компанию три подконтрольных компьютеру персонажа.
Fable Legends должна была быть выполнена в характерном сказочном сеттинге — не до конца серьёзном, но и не совсем уж детском. На выбор игрока путь героя-добряка и альтруиста или предводителя шайки отъявленных злодеев.
На конференции, посвящённой новой операционной системе Windows 10, Fable Legends была анонсирована и на PC. Игра должна была иметь поддержку новейшей технологии DirectX 12.

## Геймплей
Синглплеер и кооперативный мультиплеер в Fable Legends должны были плавно перетекать друг в друга.
«Ваша партия может целиком состоять из реальных игроков, или быть сочетанием игроков и управляемых AI героев», — написала Lionhead. «Вы можете легко переключаться между синглплеерным и мультиплеерным стилями игры, когда захотите, или когда ваш друг подключился [к онлайну]».
«Во время квеста, вы можете выбирать, драться ли вам с человеком или с AI-злодеем», — продолжила Lionhead. «В качестве злодея, вы можете сражаться с партиями из реальных игроков, AI-противников, или смешанными группами».
Также была заявлена поддержка Kinect в мини-играх, голосовых команд в роли злодея, заявлена кастомизация вашего персонажа, названы некоторые типажи персонажей: «Бесстрашные герои. Хитрые обманщики. Мастера воли. Образцы доблести. Бессердечные наемники. Опьяненные воины. Трусливые преследователи».

### Система построения квестов
Несмотря на то, что все задания разные, в них должна была присутствовать одна и та же тема пересечения интересов положительных и отрицательных персонажей. «Злодеи» смогут препятствовать «героям» в достижении цели, например, с помощью ловушек.

### Локации
В первоначальной версии Fable Legends должен был быть доступен только один центральный город. Однако, разработчики планировали постепенно расширять вселенную в дополнениях к игре.

## Разработка
Директор Fable Legends Дэвид Экльберри (David Eckelberry) рассказал, что игра будет выходить как сериал. И стартовый релиз будет чем-то вроде первого сезона. Далее разработчики планируют начать регулярный выпуск DLC. По его словам, в игре будет серьёзный упор на историю, несмотря на то, что она рассчитана на кооперативный мультиплеер.
Мы не хотим, чтобы Fable Legends заканчивалась для игроков после прохождения. Поэтому мы постоянно будем выпускать новые квесты в виде DLC. И каждый из них будет содержать новую историю
Студия Lionhead работала над игрой уже без Питера Молинье.
15 декабря 2015 года, разработчики игры объявили что релиз игры состоится в 2016 году, открытое бета-тестирование игры на таких платформах как Xbox One и Windows 10 начнется весной 2016 года. Также те кто подал заявку в 2015 году смогут принять участие в феврале 2016 года в закрытом бета тестировании максимальное количество игроков будет 100 тысяч.
7 марта 2016 года Microsoft заявила, что выпуск игры отменяется. Причины пока не раскрываются, но компания подчеркнула, что будет фокусироваться и инвестировать средства только в те игры, которые хотят видеть игроки.